# Белозерцев, Сергей Владимирович
Серге́й Влади́мирович Белозе́рцев (1955—2013) — российский политический деятель, народный депутат СССР, председатель Социал-демократической партии России (1995—1998).

## Биография
В 1978 г. окончил философский факультет Ленинградского государственного университета.
- 1978—1983 гг. преподавал на кафедре марксизма-ленинизма Ульяновского высшего военно-технического училища им. Б.Хмельницкого.
- 1983—1986 гг. — аспирант философского факультета МГУ, кандидат философских наук.
- 1985—1991 гг. — старший преподаватель кафедры философии Карельского педагогического института, член КПСС.
- 1988 г. — один из учредителей и руководителей общественно-политической организации «Народный Фронт Карелии»
- 1989—1991 гг. — народный депутат СССР, член Комитета Верховного Совета СССР по законодательству, законности и правопорядку, заместитель председателя подкомитета по судебной реформе, член Комитета по правам человека, член Комиссии при Президенте СССР по проверке и расследованию обращений солдатских матерей,
- 1990 г. — учредитель независимой газеты «Набат Северо-Запада» (Петрозаводск), до 1993 г. постоянный её автор,
- 1990 г. — с момента создания — член Межрегиональной депутатской группы, Социал-демократической Ассоциации, а затем и руководства Социал-демократической партии России (СДПР),
- 1993—1994 гг. — советник президента Республики Ингушетия,
- 1994—1995 гг. — редактор отдела политики газеты «Град Симбирск»; преподаватель кафедры социально-политических дисциплин Ульяновского института повышения квалификации учителей, 1991—1996 гг. — президент Благотворительного Фонда социальной защиты материнства и детства России,
- 1996 г. — один из учредителей Межрегиональной информационно-аналитической группы «Глас народа», руководитель экспертно-аналитического отдела; свободный журналист,
- 1995—1998 гг. — председатель Социал-демократической партии России (СДПР), затем — сопредседатель,
- 1997—1998 гг. — доцент кафедры административного и таможенного права МГОУ.

С 1998 г. — доцент кафедры Социально-политических и правовых учений юридического факультета Московского государственного открытого университета.
Был убит 2 декабря 2013 года в подмосковном Королёве.